# Coltauco
Coltauco är en kommun i Chile.   Den ligger i provinsen Provincia de Cachapoal och regionen Región de O'Higgins, i den södra delen av landet, 100 km söder om huvudstaden Santiago de Chile.
Trakten runt Coltauco består till största delen av jordbruksmark. Runt Coltauco är det ganska tätbefolkat, med 86 invånare per kvadratkilometer.